# Maree Blok
Maree Blok (Achtkarspelen, 23 april 1959) is een Nederlandse beeldend kunstenaar.

## Leven en werk
Blok studeerde van 1982 tot 1987 aan de Academie Minerva in Groningen. Sinds 1990 maakt ze kunstwerken samen met Bas Lugthart, zij wonen in Onderdendam.

## Selectie van werken met Bas Lugthart
- 1992 Drieluik, Hoogkerk
- 1994 De stand der dingen, Groningen

Eeuwig water, Weiwerd
- 1995 Odyssee, Hoogezand
- 1996 Antipode, Schoonebeek
- 1999 Lost in wonder, Emmen

De Ontmoeting, Lisse
- 2000 The changing same, Groningen
- 2001 Tijdkijkers, Leeuwarden
- 2001-2008 Elfstedenmonument[1] It sil heve, Tietjerksteradeel
- 2003 Het Grote Gezicht, Joure

Een mens van water, Amsterdam
- 2006 De Verhalenverteller, Oegstgeest
- 2019 Rustpunten XXL, Diemen

## Fotogalerij

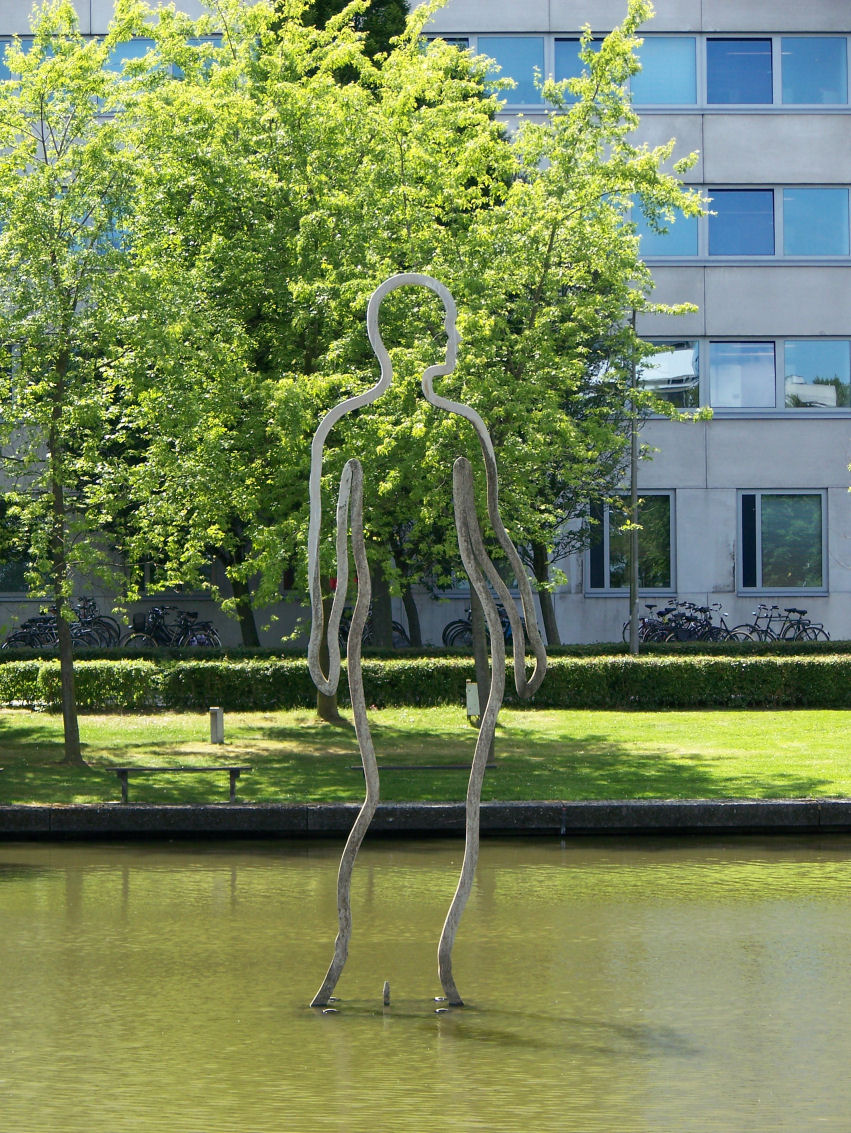
The changing same
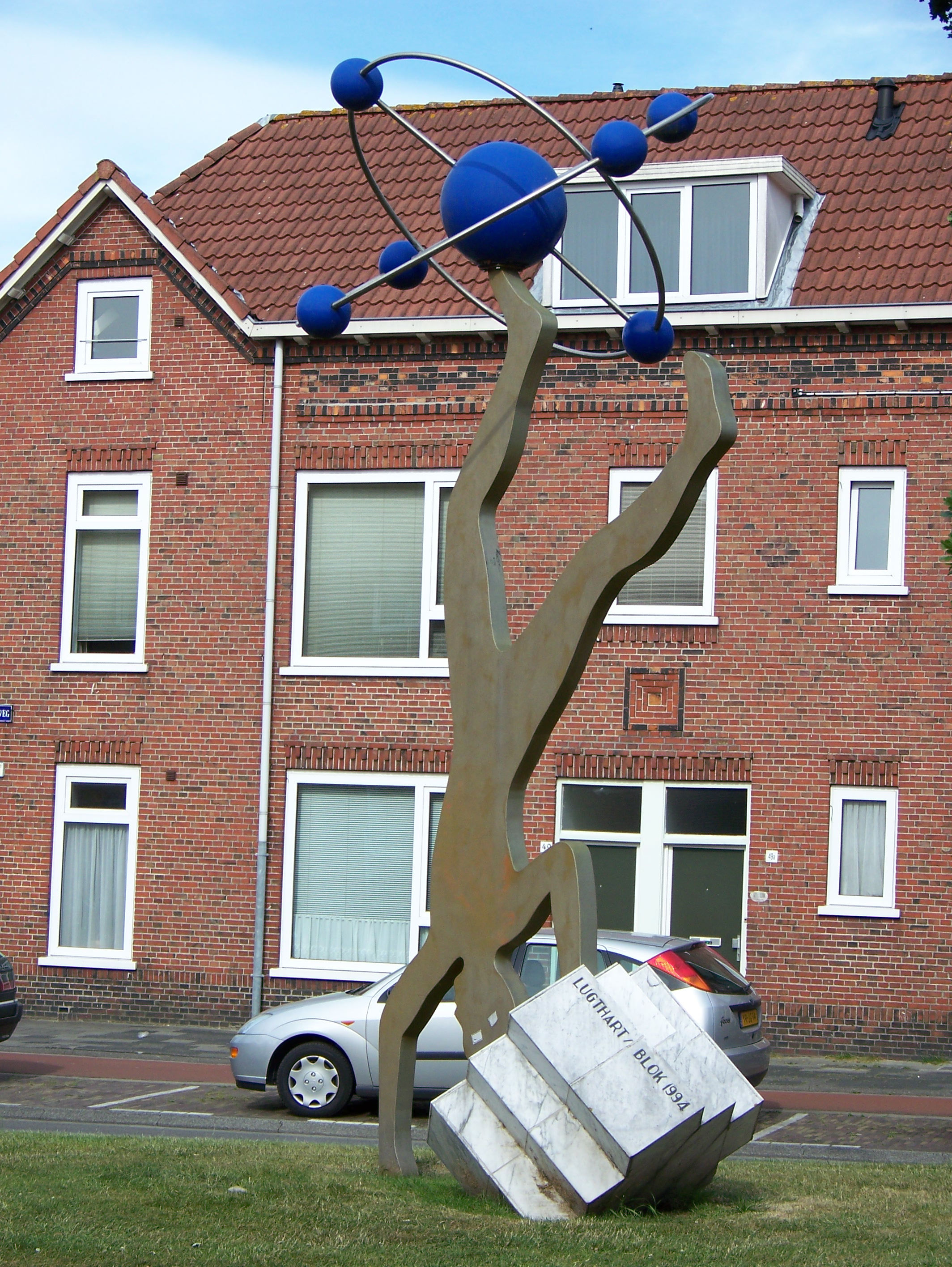
De stand der dingen
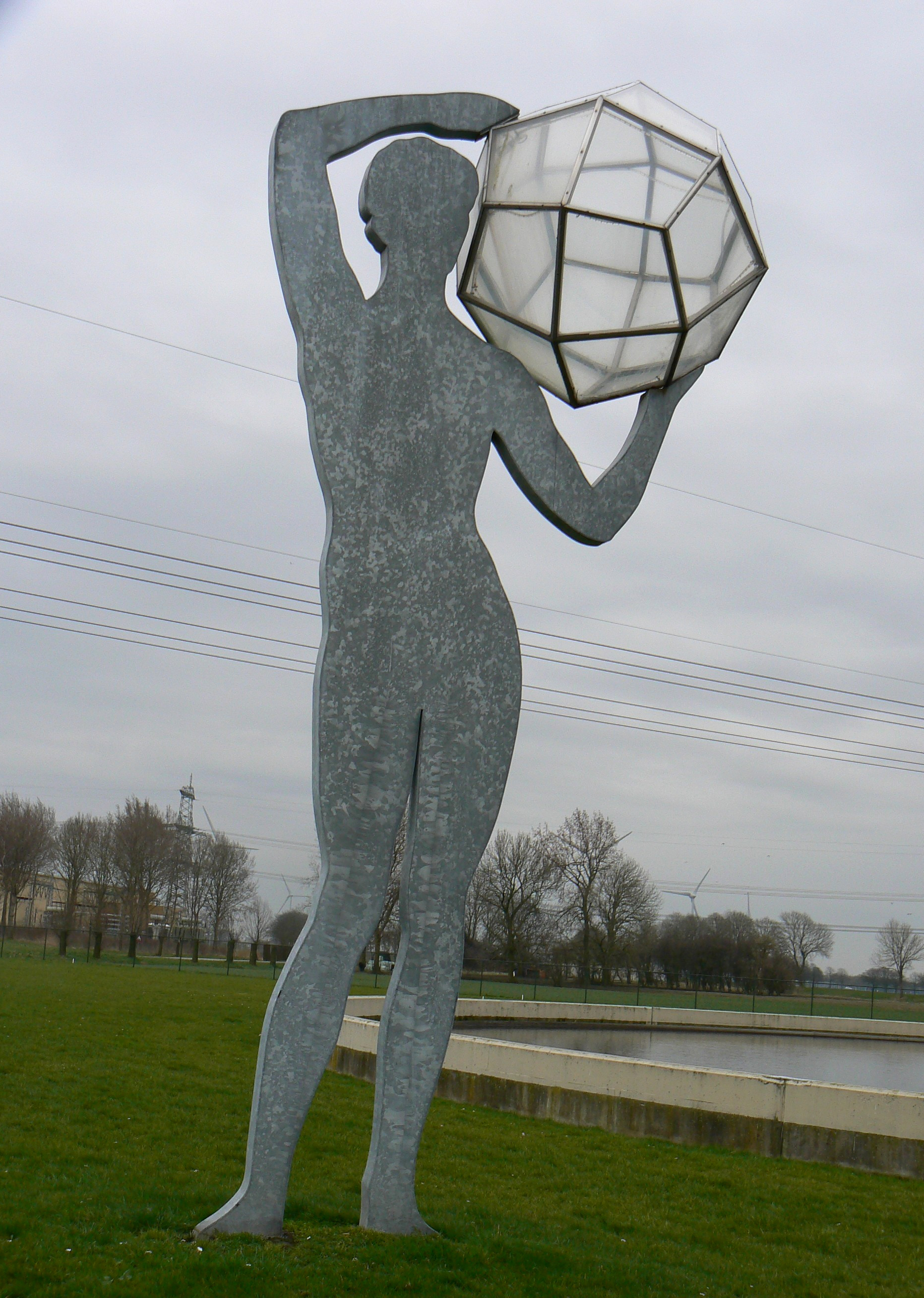
Eeuwig water
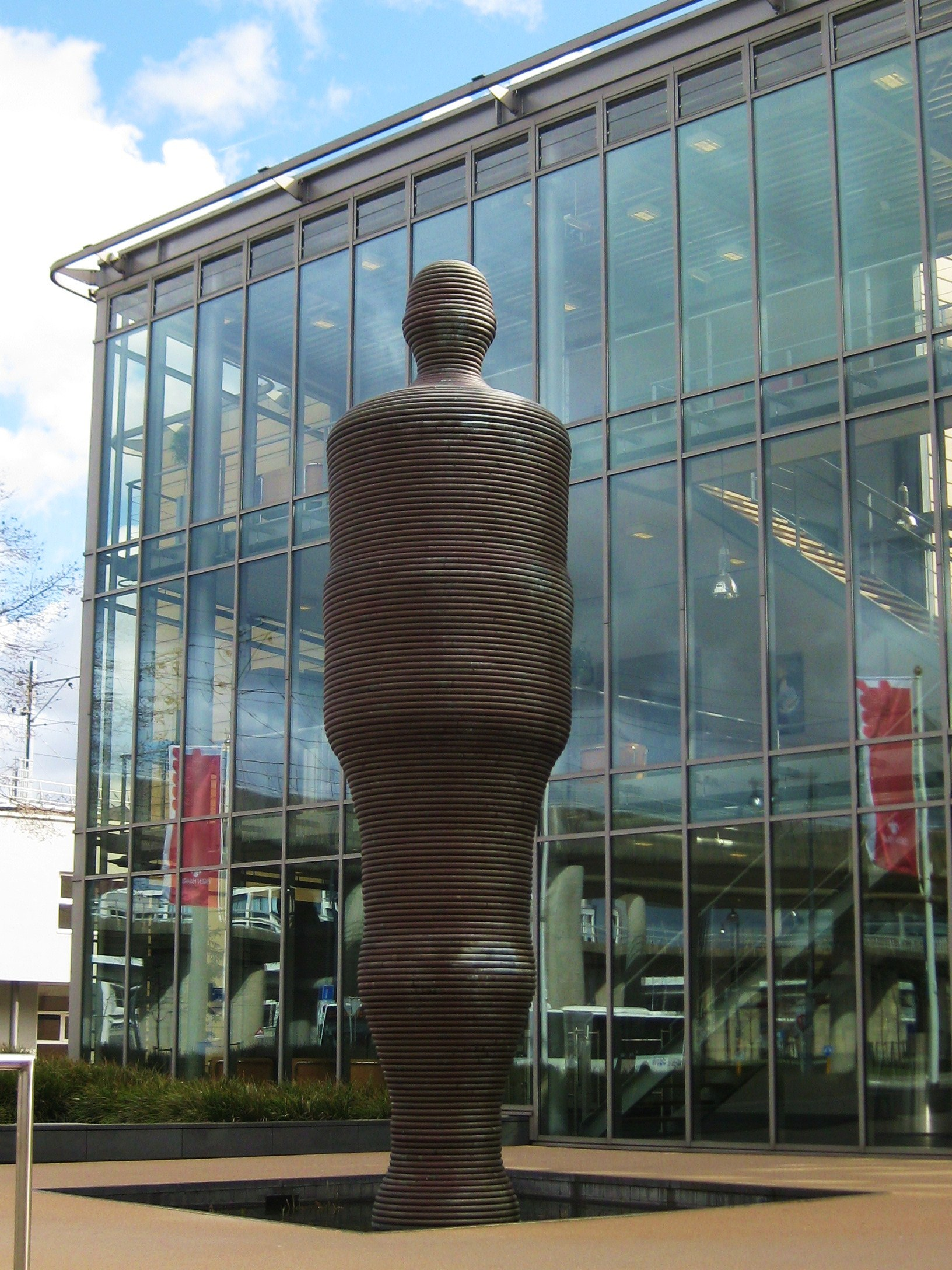
Mens van Water
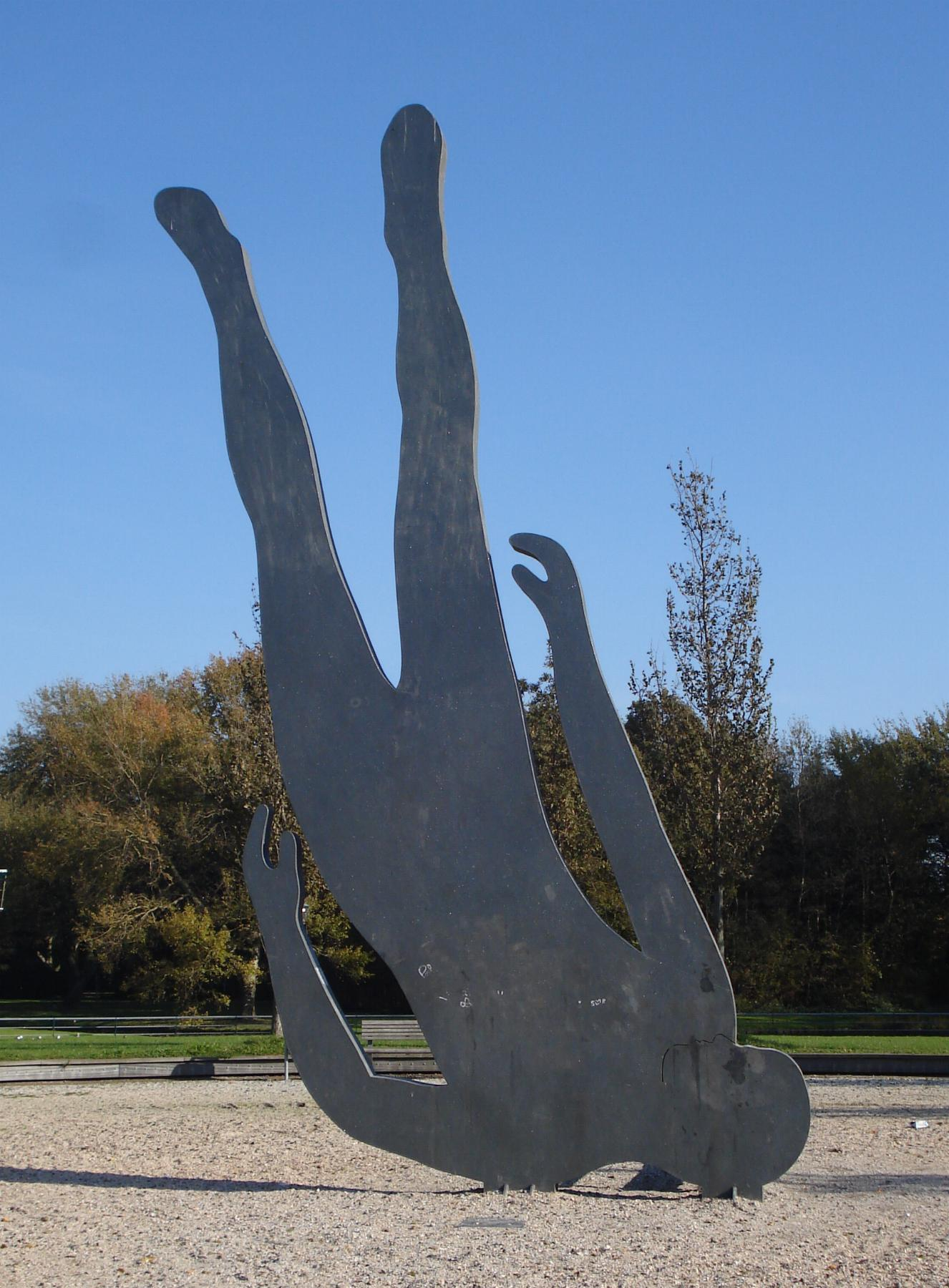
De verhalenverteller (2006), Oegstgeest
Elfstedenmonument It Sil Heve (2001-2008), Giekerk